# Johann August Ephraim Goeze
Johann August Ephraim Goeze (Aschersleben, 28 de maig de 1731 – 27 de juny de 1793) va ser un zoòleg alemany.
Estudià teologia a la Universitat de Halle. El 1751 va passar a ser pastor luterà a Aschersleben, a Quedlinburg, i més tard a Quedlinburg el 1762, finalment va exercir de segon diaca al seminari de Quedlinburg el 1787. Morí a Quedlinburg.
Va treballar especialment amb invertebrats aquàtics, particularment insectes i cucs. El 1773, va ser el primer a descriure els tardígrads.

## Obra
Llista parcial: 
- Goeze, J. A. E. 1776. Verzeichnisse der Namen von Insecten und Wurmern, welche in dem Rosel, Kleemann und De Geer vorkommen. Naturforscher 9: 61-78 [1776], 81-85.
- Goeze, J. A. E. 1782. Des Herrn Baron Karl Degeer Koniglichen Hofmarschalls .... Abhandlungen zur Geschichte der Insekten aus dem Franzosischen ubersetzt und mit Anmerkungen herausgegeben. Volume 6. 200 pp., 30 pls. Raspe, Nurnberg.
- Goeze, J. A. E. 1783. Entomologische Beyträge zu des Ritter Linné zwölften Ausgabe des Natursystems. Dritten Theiles vierter Band. - pp. I-XX, 1-178. Leipzig. (Weidmanns Erben und Reich).

## Abreviació zoològica
L'abreviatura Goeze s'empra per a indicar a Johann August Ephraim Goeze com a autoritat en la descripció i taxonomia en zoologia.